# Node.js
Node.js je softwarový systém navržený pro psaní vysoce škálovatelných internetových aplikací, především webových serverů.
Programy pro Node.js jsou psané v jazyce JavaScript, hojně využívající model událostí a asynchronní I/O operace pro minimalizaci režie procesoru a maximalizaci výkonu.
Node.js se skládá z V8 JavaScript engine od společnosti Google a několika standardních knihoven.
Node.js vytvořil v roce 2009 Ryan Dahl, jeho následný rozvoj byl sponzorován firmou Joyent, jeho zaměstnavatelem.
Mezi podobné projekty napsané v jiných programovacích jazycích bychom mohli zařadit Twisted pro jazyk Python, Perl Object Environment pro Perl, libevent pro C a EventMachine pro Ruby. Na rozdíl od většiny JavaScriptových programů, není spouštěn v internetovém prohlížeči, ale na straně serveru. Node.js implementuje některé části ze specifikace CommonJS a je možné ho používat i interaktivně pomocí přiloženého REPL interpretru.
Node.js byl oceněn webem InfoWorld (zabývajícím se internetovými technologiemi) jako Nejlepší technologie roku 2012

## Příklady
Toto je kompletní implementace programu hello world v Node.js:
```
var
 
http
 
=
 
require
(
'http'
);

http
.
createServer
(
function
 
(
request
,
 
response
)
 
{

    
response
.
writeHead
(
200
,
 
{
'Content-Type'
:
 
'text/plain'
});

    
response
.
end
(
'Hello World\n'
);

}).
listen
(
8000
);

console
.
log
(
'Server running at http://localhost:8000/'
);

```

Toto je jednoduchý TCP server, který poslouchá na TCP a UDP portu 7000 a odpovídá na příchozí spojení:
```
var
 
net
 
=
 
require
(
'net'
);

net
.
createServer
(
function
 
(
stream
)
 
{

    
stream
.
write
(
'hello\r\n'
);

    
stream
.
on
(
'end'
,
 
function
 
()
 
{

        
stream
.
end
(
'goodbye\r\n'
);

    
});

    
stream
.
pipe
(
stream
);

}).
listen
(
7000
);

```

## Komunita
Node.js má velmi aktivní vývojářskou komunitu, která se soustřeďuje hlavně kolem dvou mailing listů nodejs a nodejs-dev a také na IRC kanálu #node.js na freenode.
Kromě toho se Node.js vývojáři setkávají také na konferencích. První mezinárodní konferencí zaměřenou výhradně na tuto backendovou technologii byla Node.TLV, která se uskutečnila v roce 2020 v Izraeli a 800 účastníků nabídla celkem 22 odborných přednášek.